# جبل باراغد (دوعن)
'

تعديل مصدري - تعديل

جبل باراغد هي إحدى قرى عزلة صيف بمديرية دوعن التابعة لمحافظة حضرموت، بلغ تعداد سكانها 776 نسمة حسب تعداد اليمن لعام 2004.